# Thomas Lambert
Thomas Lambert (Mettmenstetten, 31 mei 1984) is een Zwitserse freestyleskiër. Hij vertegenwoordigde zijn vaderland op de Olympische Winterspelen 2006 (Turijn), de Olympische Winterspelen 2010 (Vancouver) en op de Olympische Winterspelen 2014 (Sotsji).

## Carrière
Lambert maakte zijn wereldbekerdebuut in februari 2003 in Steamboat Springs, een maand later scoorde hij in Špindlerův Mlýn zijn eerste wereldbekerpunten. In september 2005 behaalde de Zwitser in Mount Butler zijn eerste toptienklassering in een wereldbekerwedstrijd, in januari 2009 stond hij in Mont Gabriel voor het eerste op het podium van een wereldbekerwedstrijd. Op 21 januari 2012 boekte Lambert in Lake Placid zijn eerste wereldbekerzege.
Lambert nam in zijn carrière vijf keer deel aan de wereldkampioenschappen freestyleskiën, zijn beste resultaat was een achtste plaats op de wereldkampioenschappen freestyleskiën 2005 in Ruka.
Tijdens de Olympische Winterspelen van 2006 in Turijn eindigde hij als veertiende op het onderdeel aerials, vier jaar later in Vancouver eindigde hij op de twaalfde plaats.

## Resultaten

### Olympische Spelen
| Jaar | Plaats    | Resultaten  |
| ---- | --------- | ----------- |
| 2006 | Turijn    | 14e Aerials |
| 2010 | Vancouver | 12e Aerials |
| 2014 | Sotsji    | Q Aerials   |

### Wereldkampioenschappen
| Jaar | Plaats               | Resultaten  |
| ---- | -------------------- | ----------- |
| 2005 | Ruka                 | 8e Aerials  |
| 2007 | Madonna di Campiglio | 26e Aerials |
| 2009 | Inawashiro           | 23e Aerials |
| 2011 | Deer Valley          | 22e Aerials |
| 2013 | Voss                 | 18e Aerials |

### Wereldbeker
Eindklasseringen
| Seizoen   | Algm | AE    |
| --------- | ---- | ----- |
| 2002/2003 | 134e | 39e   |
| 2003/2004 | 107e | 28e   |
| 2004/2005 | 72e  | 24e   |
| 2005/2006 | 83e  | 27e   |
| 2006/2007 | 28e  | 13e   |
| 2007/2008 | 35e  | 10e   |
| 2008/2009 | 29e  | 10e   |
| 2009/2010 | 44e  | 18e   |
| 2010/2011 | 43e  | 13e   |
| 2011/2012 | 12e  | Brons |
| 2012/2013 | 33e  | 10e   |

Wereldbekerzeges
| Datum           | Plaats      | Onderdeel |
| --------------- | ----------- | --------- |
| 21 januari 2012 | Lake Placid | Aerials   |